# Alfred Radcliffe-Brown

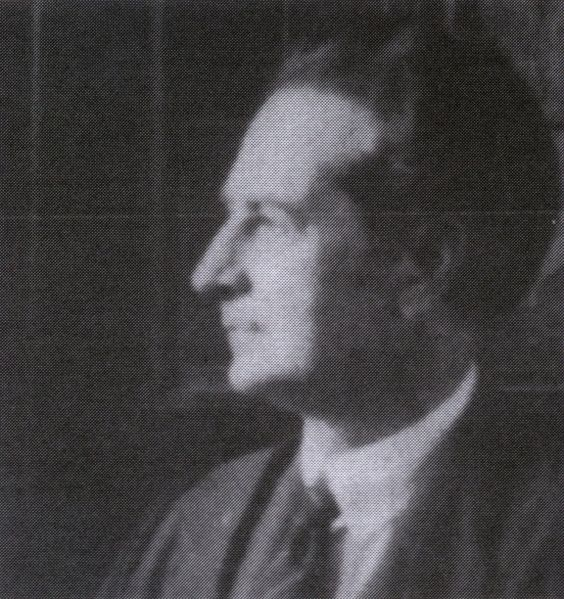
Alfred Radcliffe-Brown

Alfred Reginald Radcliffe-Brown (ur. 17 stycznia 1881 w Briningham, zm. 24 października 1955 w Londynie) – brytyjski antropolog kulturowy.
Był współtwórcą funkcjonalizmu w antropologii społecznej.

## Życie i działalność
Ukończył Trinity College na Uniwersytecie Cambridge .
W latach 1906–1908 prowadził badania antropologiczne na Andamanach, a później, od 1910 do 1912 roku, w Australii
Główną dziedziną badań jaką zajmował się Radcliffe-Brown była struktura społeczna i system społeczny, sam określał siebie mianem ewolucjonisty społecznego. W terminologii jaką wprowadził do antropologii i socjologii bazował, podobnie jak organicyści, na analogiach do nauk przyrodniczych.
W systemie społecznym wyróżniał trzy bazowe elementy:
1. strukturę społeczną
2. praktyki społeczne
3. sposoby (wzory) myślenia i odczuwania

Negował psychologię jako istotną naukę w antropologii społecznej, zakładał również, że kultura jest jedynie drugorzędnym elementem wobec wzajemnego dostosowywania się osób do siebie w społeczeństwie, przez co jego stanowisko określone zostało mianem socjologizmu.

## Wybrane prace
- Structure and Function in Primitive Society. Essays and Adresses
- A Natural Science of Society
- Method in Social Anthropology. Selected Essays

## Tłumaczenia prac na j. polski
- Wyspiarze z Andamanów. Studia z antropologii społecznej, Kęty 2006, Wydawnictwo Marek Derewiecki, s. 484, ISBN 83-89637-40-5, seria Biblioteka Klasyków Antropologii (The Andaman Islanders 1922)
- Organizacja lokalna [The Andaman Islanders, s. 22, 24, 29, 30, 34, 41, 43, 45], w: Etnologia. Wybór tekstów, Sokolewicz Zofia (red.), Państwowe Wydawnictwo Naukowe, Warszawa 1969, ss. 154-159.

## Opracowania
- Mariola Flis, Antropologia społeczna Radcliffe'a-Browna z wyborem pism wyd. II: Kraków 2001, Zakład Wydawniczy Nomos, ISBN 83-85527-54-0